# Onze-Lieve-Vrouw-Onbevlekt-Ontvangenkerk (Zuid-Wervik)
De Onze-Lieve-Vrouw-Onbevlekt-Ontvangenkerk (Frans: Église de l’Immaculée-Conception) is de parochiekerk van de in het Franse Noorderdepartement gelegen plaats Wervicq-Sud, gelegen aan de Rue de l'Abbé Bonpain.
Terwijl de kerk van Wervik in België staat, werd in 1713 Wervik definitief gesplitst in een Oostenrijks en een Frans deel. Een parochie in Wervicq-Sud kwam pas in 1802 tot stand en een kerk in 1827. Deze kerk werd gesloopt en in 1875 vervangen door een neoromaans bouwwerk naar ontwerp van Jean-Baptiste Maillard. Het betreft een hoge bakstenen kruiskerk met voorgebouwde toren op vierkante plattegrond en voorzien van een achtkante klokkenverdieping.